# Pseudoxyrhophiinae
Pseudoxyrhophiinae es una subfamilia de serpientes aletinofidias de la familia Lamprophiidae.

## Taxonomía
Comprenden los siguientes géneros:
- Alluaudina Mocquard, 1894
- Amplorhinus Smith, 1847
- Brygophis Domergue & Bour, 1989
- Compsophis Mocquard, 1894
- Ditypophis Günther, 1881
- Dromicodryas Boulenger, 1893
- Duberria Fitzinger, 1826
- Elapotinus Jan, 1862
- Heteroliodon Boettger, 1913
- Ithycyphus Günther, 1873
- Langaha Bonnaterre, 1790
- Leioheterodon Boulenger, 1893
- Liophidium Boulenger, 1896
- Liopholidophis Mocquard, 1904
- Lycodryas Günther, 1879
- Madagascarophis Mertens, 1952
- Micropisthodon Mocquard, 1894
- Pararhadinaea Boettger, 1898
- Parastenophis Domergue, 1995
- Phisalixella Domergue, 1995
- Pseudoxyrhopus Günther, 1881
- Thamnosophis Jan, 1863